# Giorgetto Giugiaro
Giorgetto Giugiaro (ur. 7 sierpnia 1938 w Garessio) – włoski projektant, głównie samochodów. W roku 1999 Giorgetto Giugiaro zdobył główną nagrodę w plebiscycie na najlepszego projektanta samochodów XX wieku.

## Studia projektowe
- Bertone (1960–1965)
- Ghia (1966–1968)
- Italdesign Giugiaro (1969–2015)

## Niektóre projekty
- Alfa Romeo
  - Brera (2002)

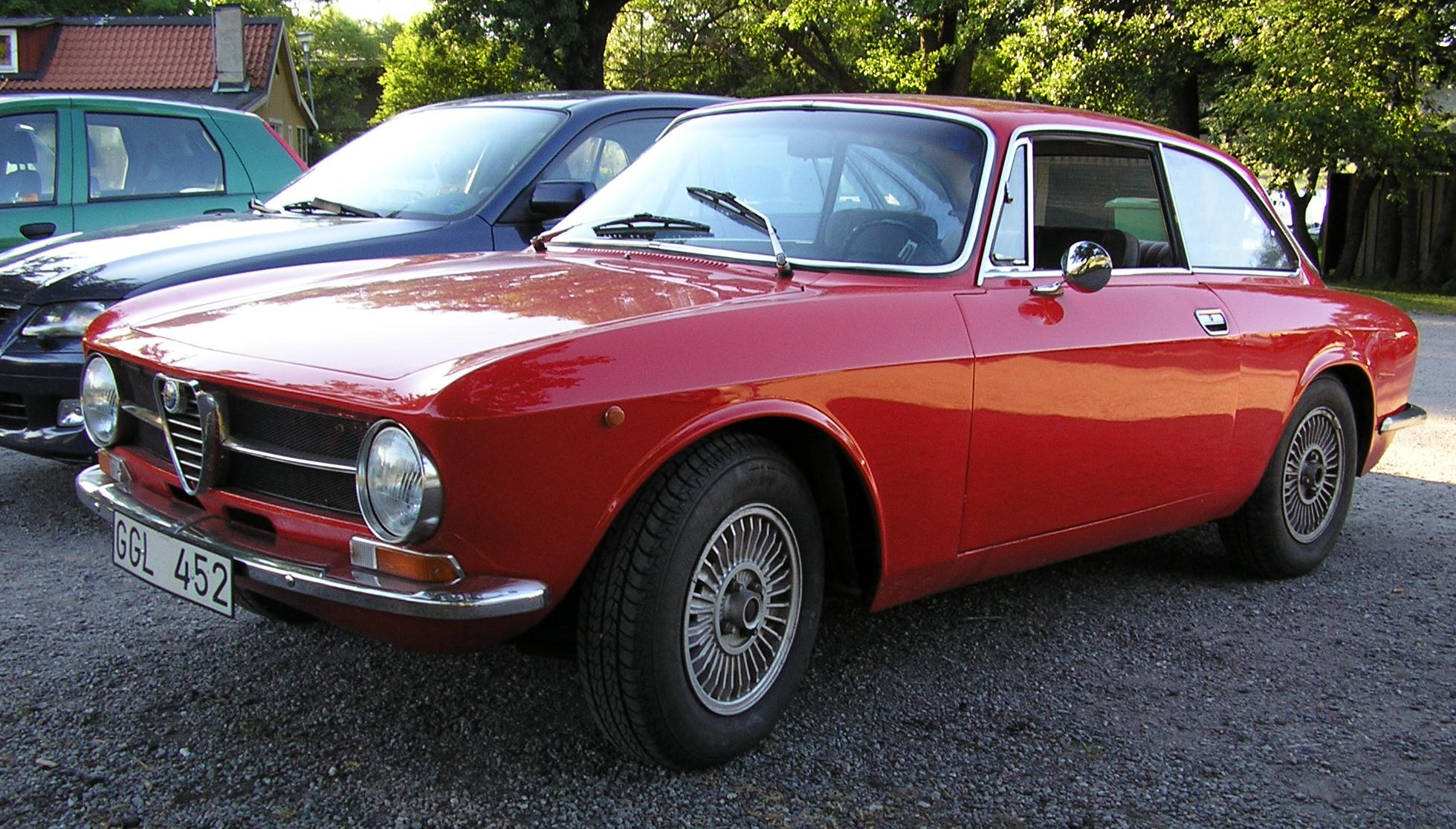
Alfa Romeo Giulia Sprint GT

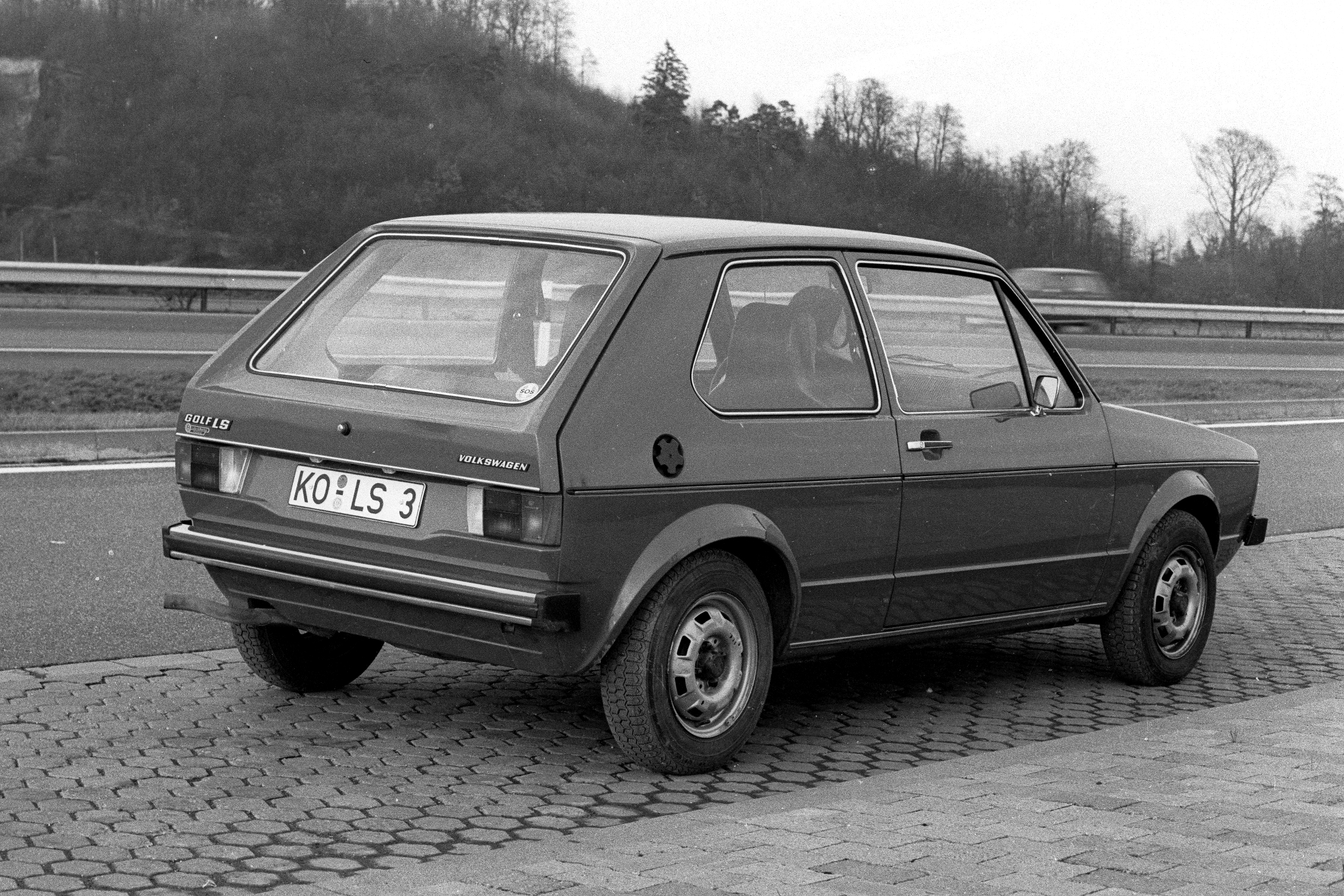
Volkswagen Golf I

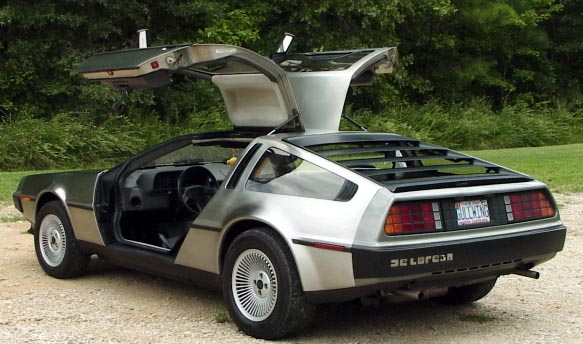
DeLorean DMC-12

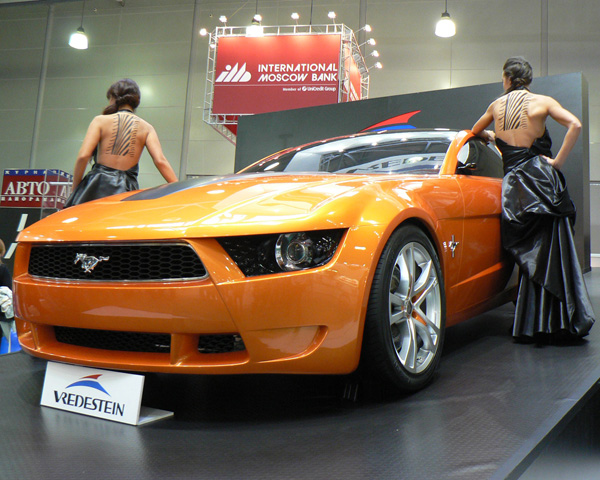
2008 Ford Mustang Giugiaro Concept

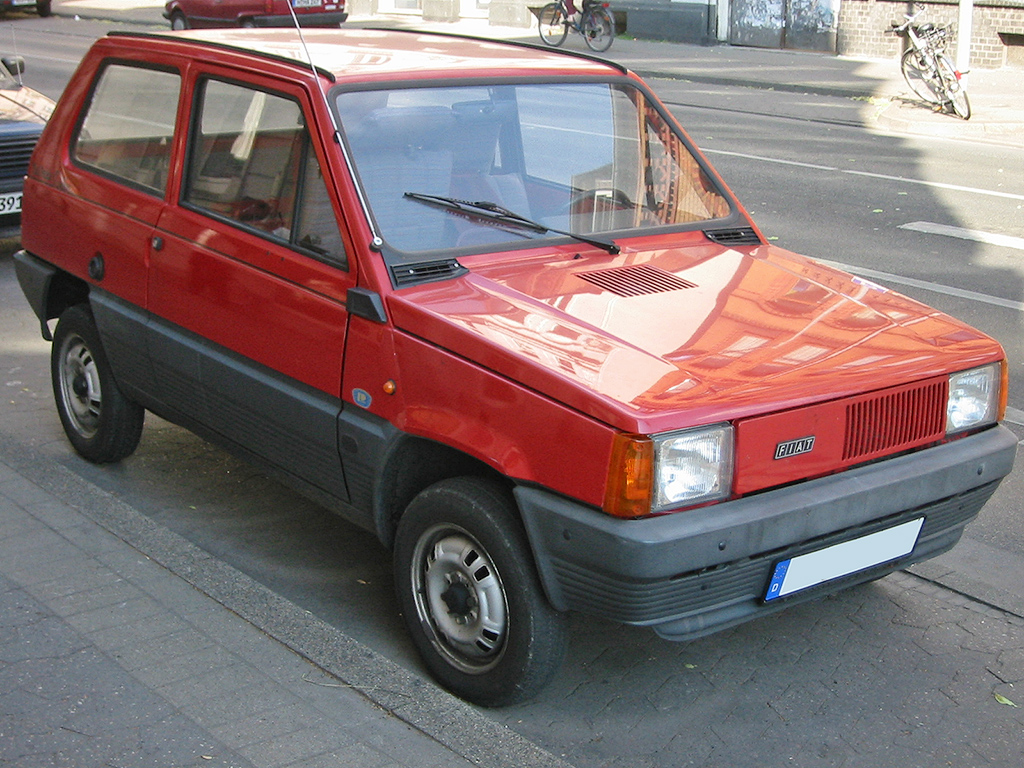
Fiat Panda I

  - Alfa Romeo 159/159 SW (2005-2011)
- Audi
  - Audi 80 (1972)
  - Audi 80 (1978)
- DeLorean DMC-12 (1981)
- GM Daewoo
  - Daewoo Matiz (1997)
  - Daewoo Leganza (1997)
  - Chevrolet Lacetti (2004)
- Ferrari
  - 250 GT Bertone
  - GG50 (2005)
- FIAT
  - Panda (1980)
  - Croma (1985)
  - Sedici (2005)
  - Palio Weekend (1996)
  - Punto (1993)
  - Uno (1983)
  - Grande Punto (2005)
  - Bravo (2007)
- Isuzu Gemini (1985)
- Lancia
  - Delta (1979)
- Mazda
  - 626 (1982)
- Maserati
  - Ghibli (1966)
  - Quattroporte (1976)
  - 4200 Coupe (2002)
  - Spyder (2002)
- Nikon
  - Nikon EM (1979)
  - Nikon F3 (1980)
  - Nikon F4 (1988)
  - Nikon F5 (1996)
  - Nikon F6 (2004)
  - Nikon D1 (1999)
  - Nikon D2X/D2H (2004/2003)
  - Nikon D3/D3X/D3S (2007/2008/2009)
  - Nikon D200 (2005)
  - Nikon D300/D300S (2007/2009)
  - Nikon D7000 (2010)
- Renault
  - Renault 19
- Saab 9000
- SEAT
  - Córdoba (1993)
  - Ibiza (1984)
  - Ibiza (1993)
  - León (1999)
  - Málaga (1985)
  - Toledo (1991)
  - Toledo (1998)
- SsangYong Rexton
- Suzuki
  - Suzuki SX4 (2005)
- Volkswagen
  - Golf (1974)
  - Jetta (1979)
  - Passat (1973)
  - Scirocco (1974)
- Zastava
  - Yugo Florida

Wbrew powszechnemu, fałszywemu przekonaniu Giugiaro nie jest głównym projektantem FSO Poloneza, zaprojektował on jednak Poloneza w wersji coupe, który powstał w 50 egzemplarzach od roku 1983..